# Vitpucklig trågspinnare
Vitpucklig trågspinnare (Nola aerugula) är en fjärilsart som först beskrevs av Jacob Hübner 1793.  Vitpucklig trågspinnare ingår i släktet Nola, och familjen trågspinnare. Arten är reproducerande i Sverige.

## Bildgalleri

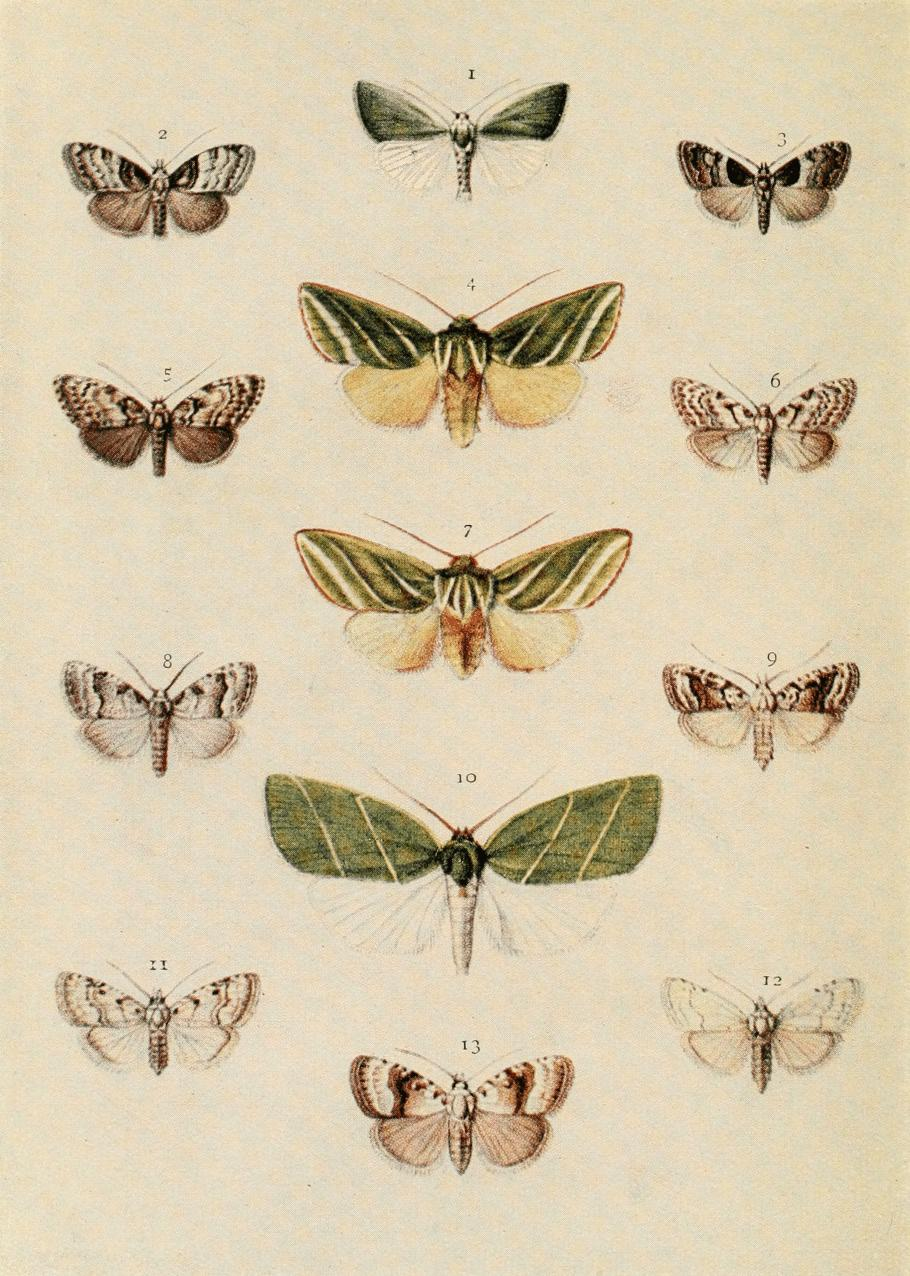
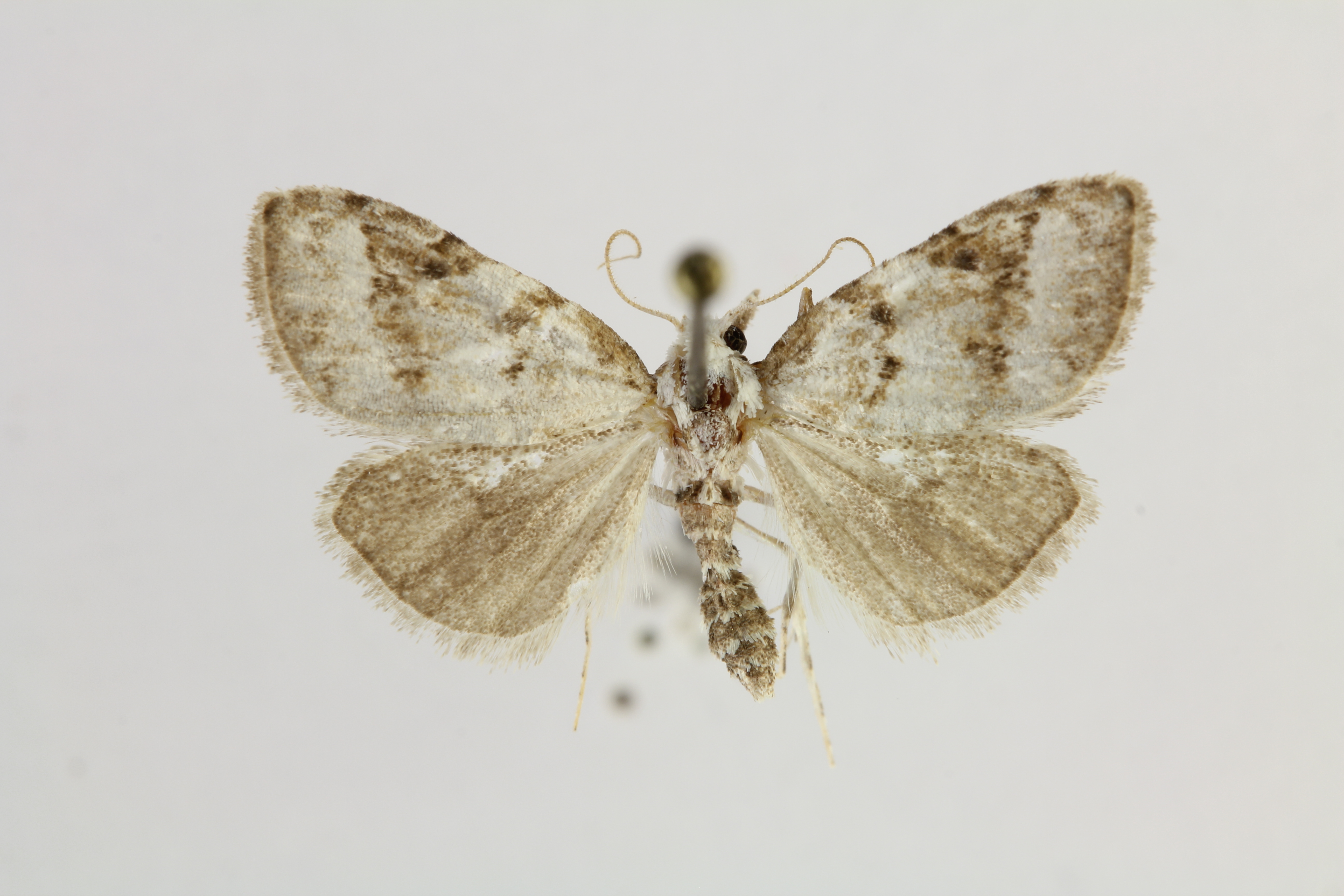
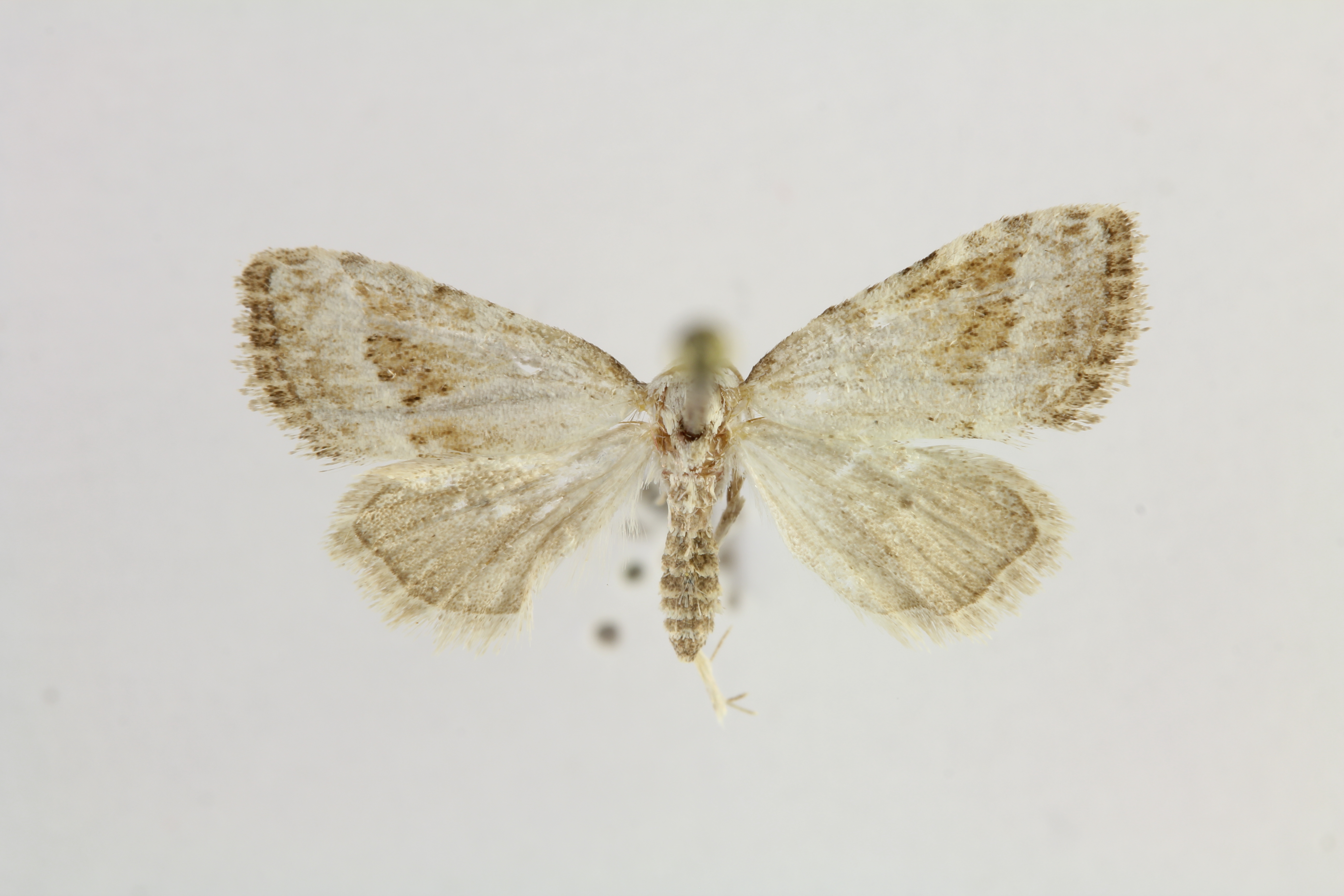
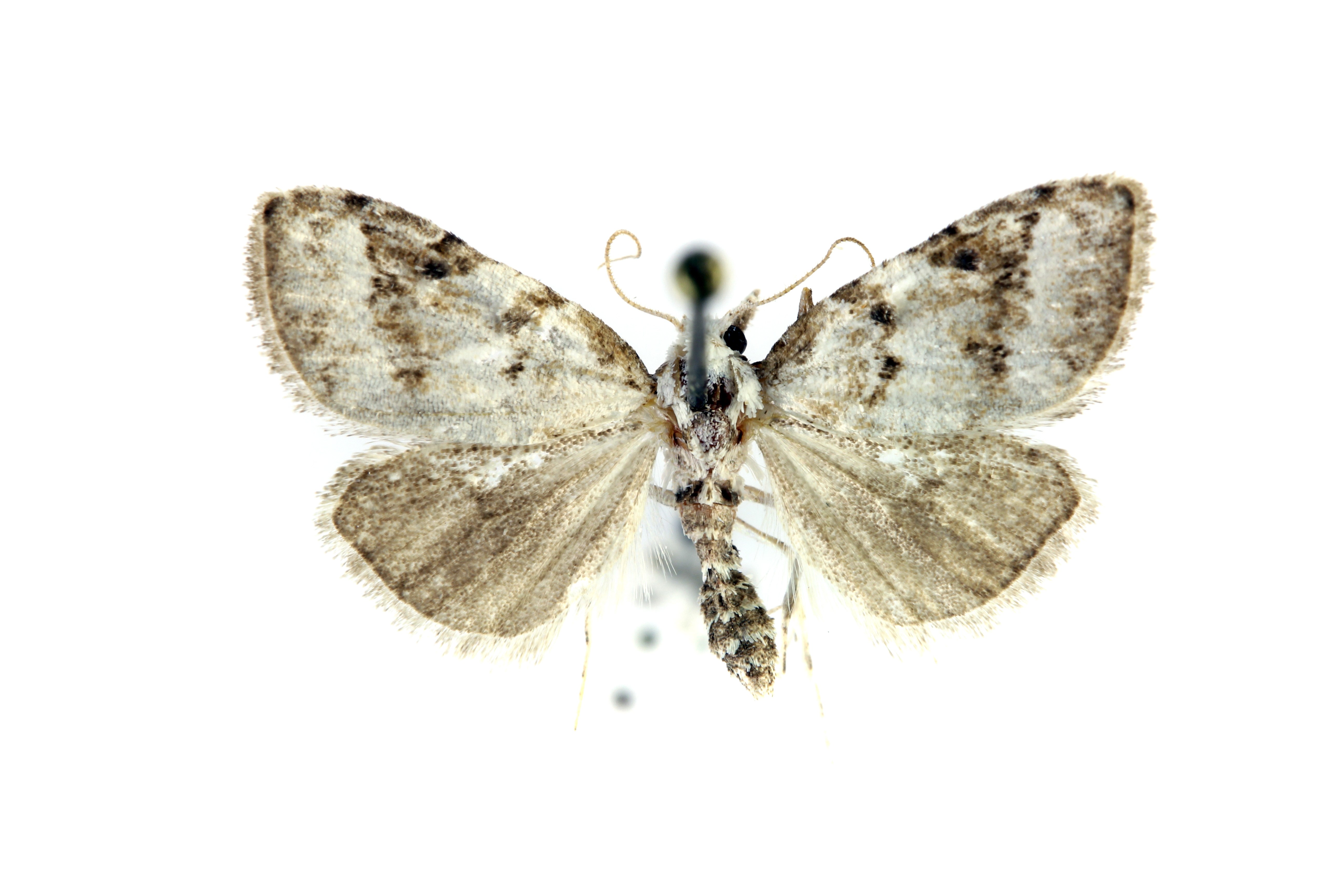